# Géographie de la Corse
| Ajaccio Aléria Bastia Bonifacio Calvi Cervione Corte L'Île-Rousse Porto-Vecchio Propriano Rogliano Saint-Florent Sartène Vico 1 535 2 706 1 322 2 134 2 352 2 622 1 767 1 218 1 289 1 478 1 163 |

| Ajaccio Aléria Bastia Bonifacio Calvi Cervione Corte L'Île-Rousse Porto-Vecchio Propriano Rogliano Saint-Florent Sartène Vico 1 535 2 706 1 322 2 134 2 352 2 622 1 767 1 218 1 289 1 478 1 163 |

Cet article contient diverses informations sur la géographie de la Corse, une île de la mer Méditerranée et une région française ayant un statut spécial (officiellement Collectivité de Corse).

## Géographie physique

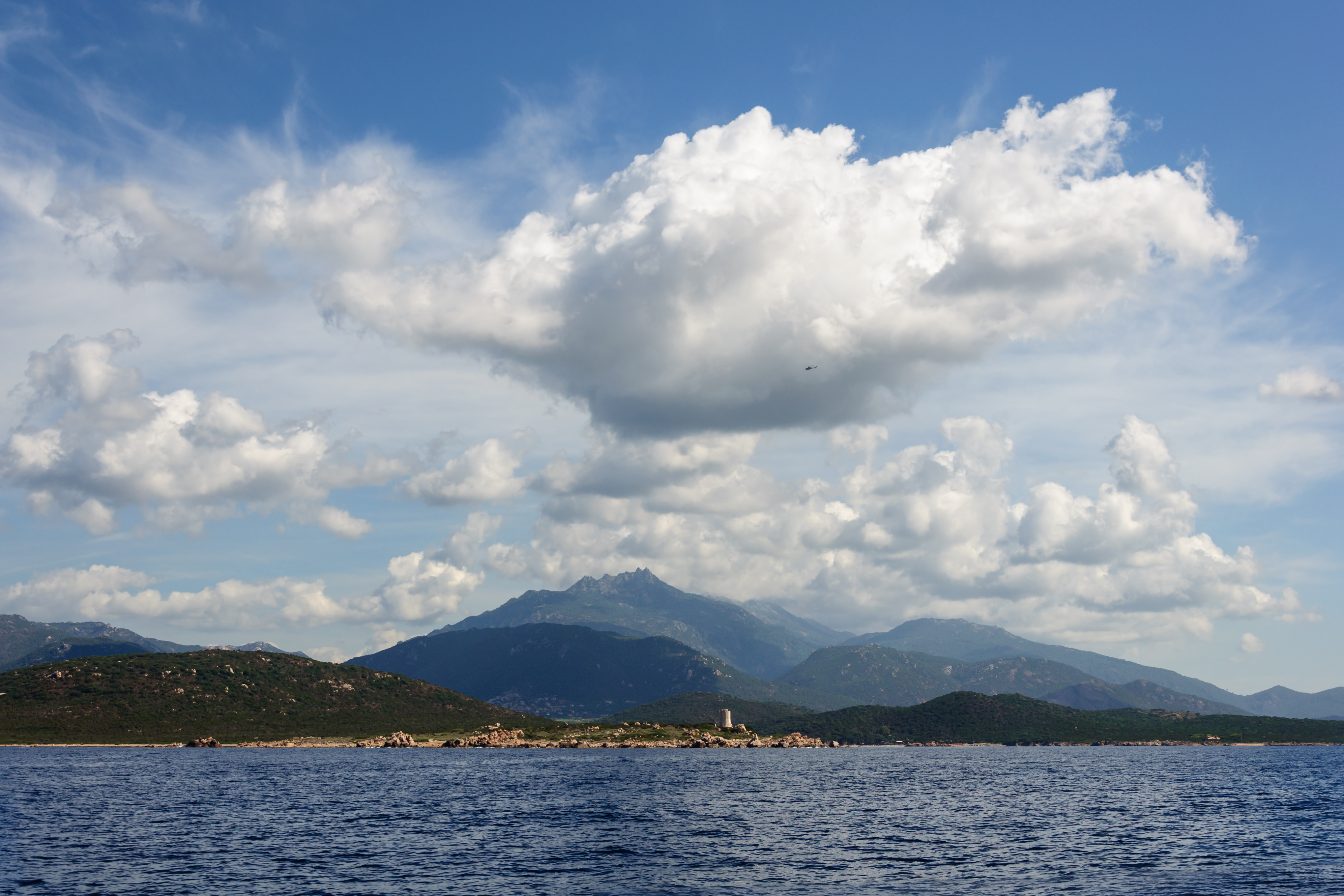
La côte environnant la tour génoise d'Olmeto en Corse-du-Sud. En arrière-plan, la montagne de Cagna.

La Corse est une montagne dans la mer. Son altitude moyenne de 568 m en fait la plus élevée des îles de Méditerranée occidentale. De nombreux lacs et l'aspect de certaines vallées témoignent de l'existence passée de glaciers. Ses côtes composées de plus d'une centaine d'îles, nous confrontent à un vaste archipel. Son littoral comporte de nombreux étangs et marécages. Elle mesure 180 km de long du nord au sud et 82 km dans sa plus grande largeur. Sa superficie est de 8 680 km2.
D'Emmanuel Arène, député de la Corse, lors d'une intervention à la Chambre sur le problème corse : « Oui, mais ce que vous ne saviez pas et que j'allais vous apprendre, c'est que la Corse est une île entourée d'eau de toutes parts ! ».
La façade orientale est baignée par la mer Tyrrhénienne, le nord par la mer ligurienne, et la façade occidentale par la mer Méditerranée.

Paysages de la Haute-Corse :
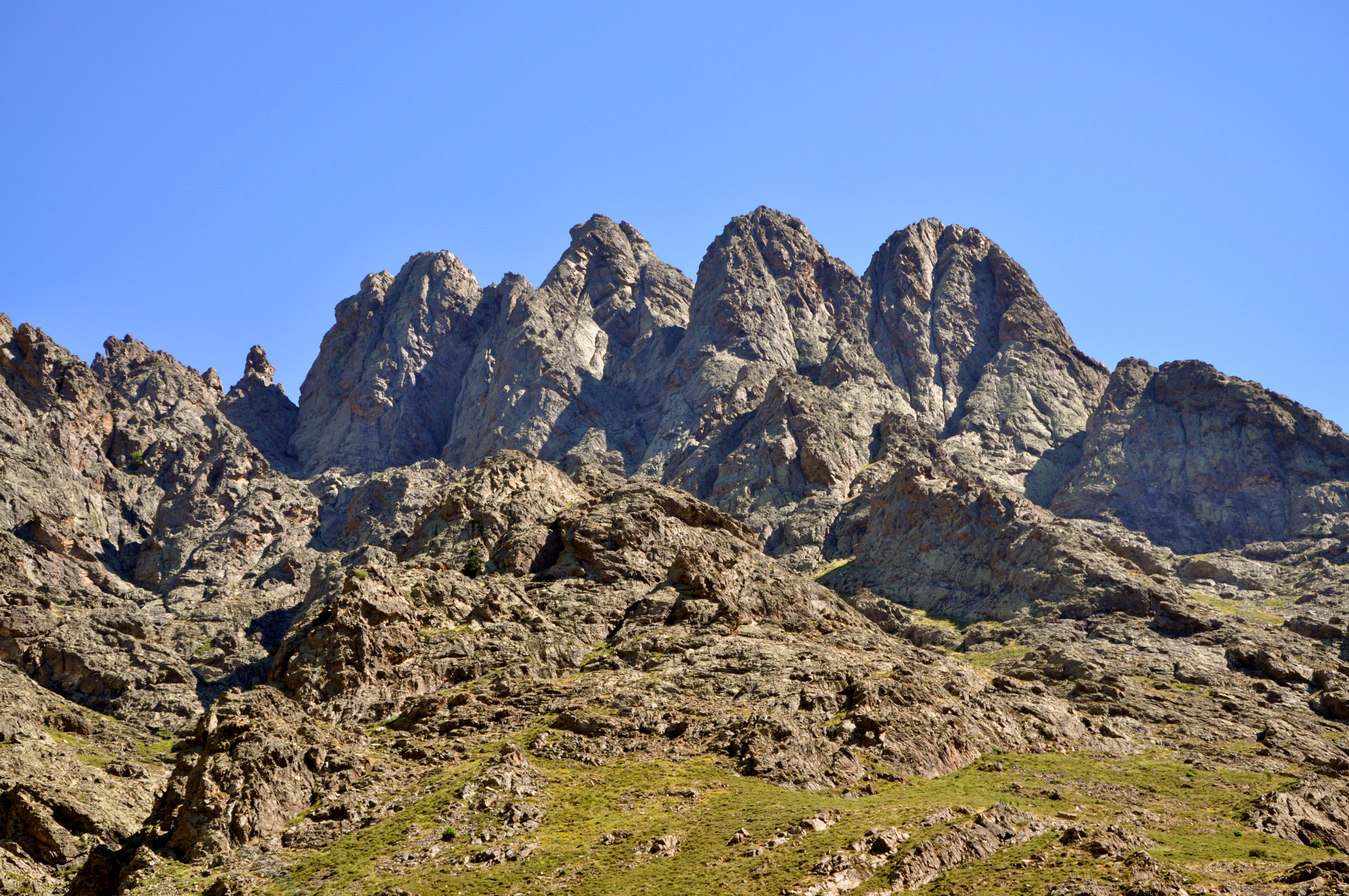
Montagnes au sud-ouest.
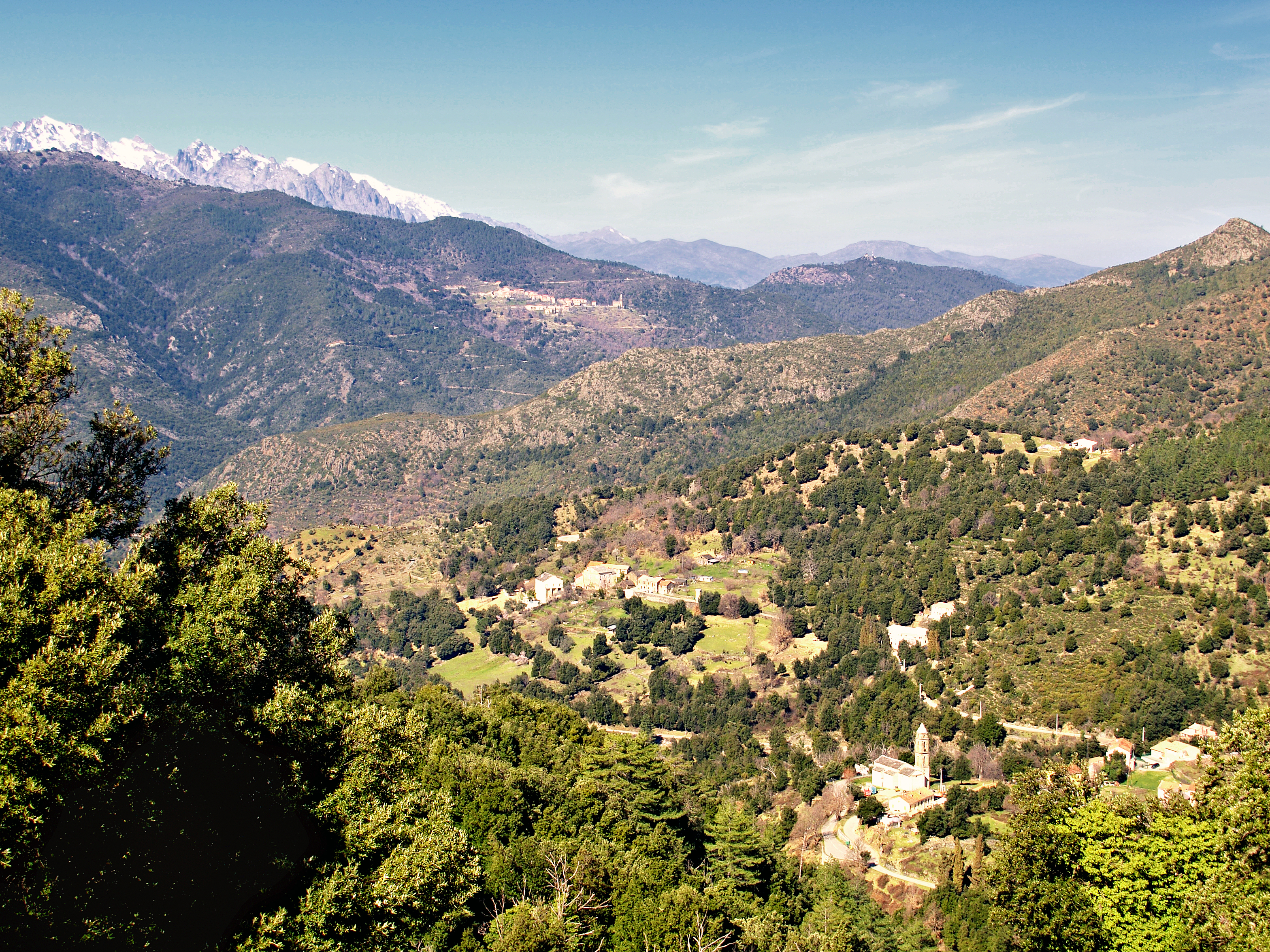
San-Lorenzo, au centre-est.
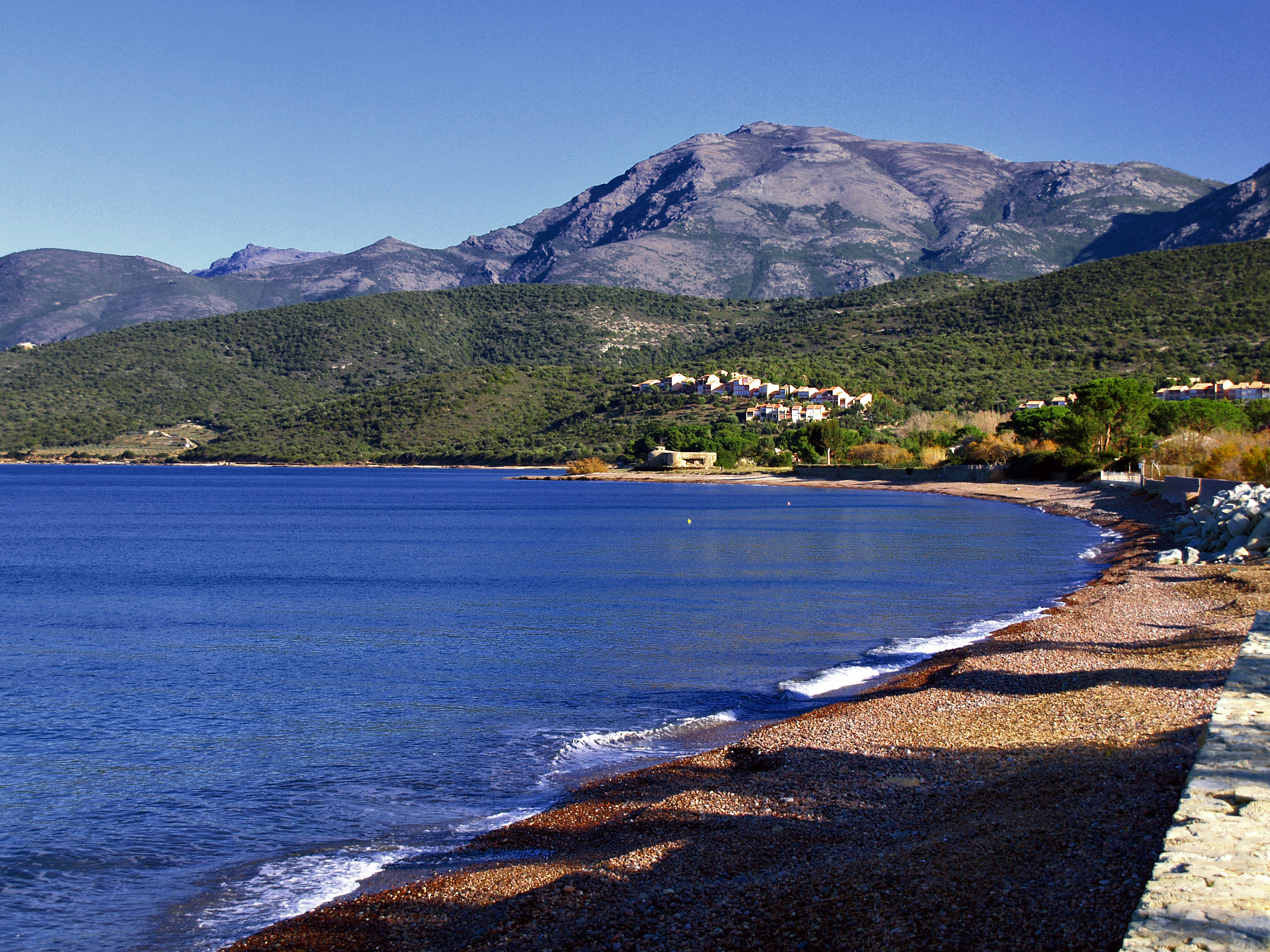
Saint-Florent, au nord.
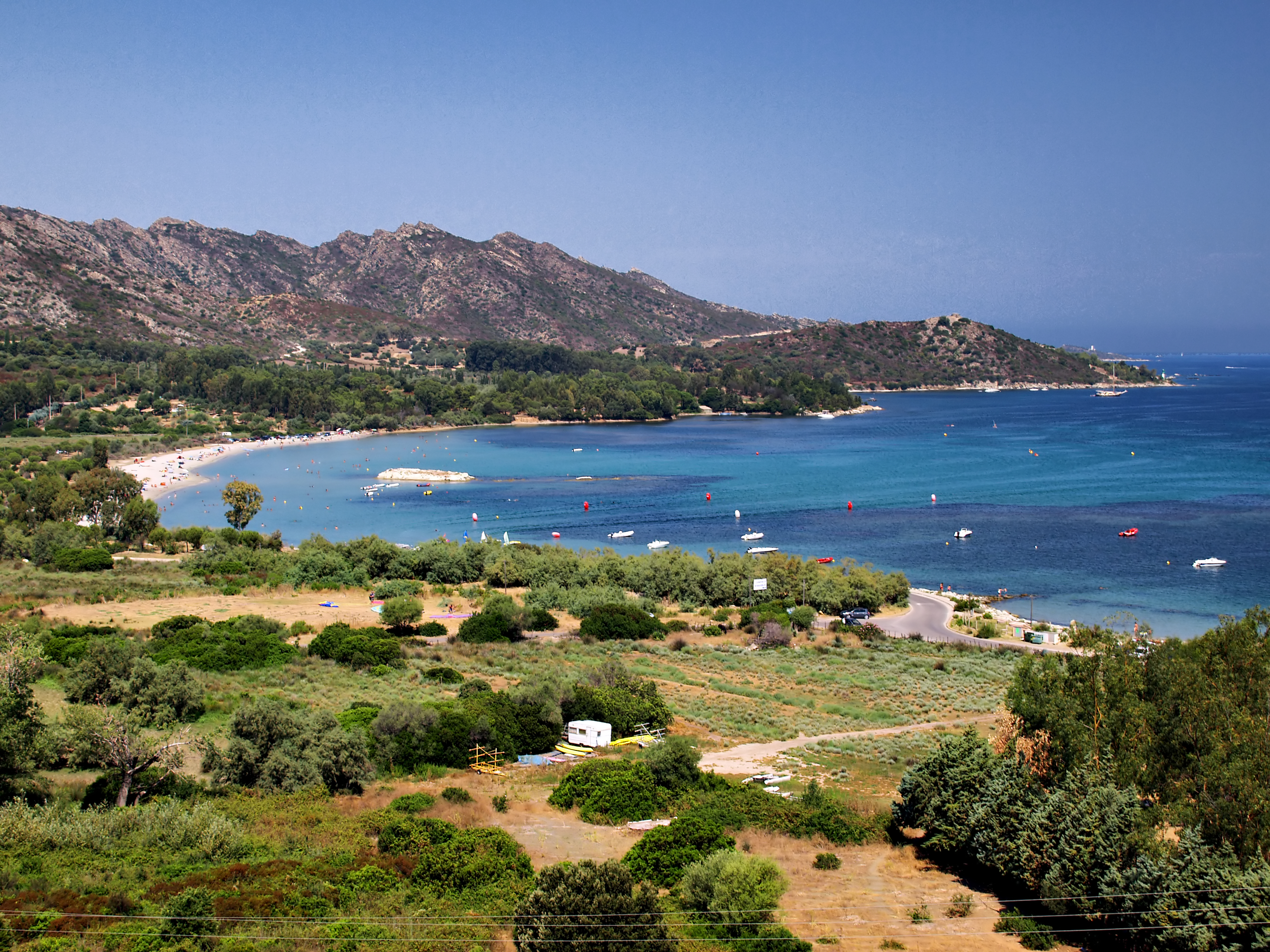
Autre vue à Saint-Florent.

Paysages de la Corse-du-Sud :
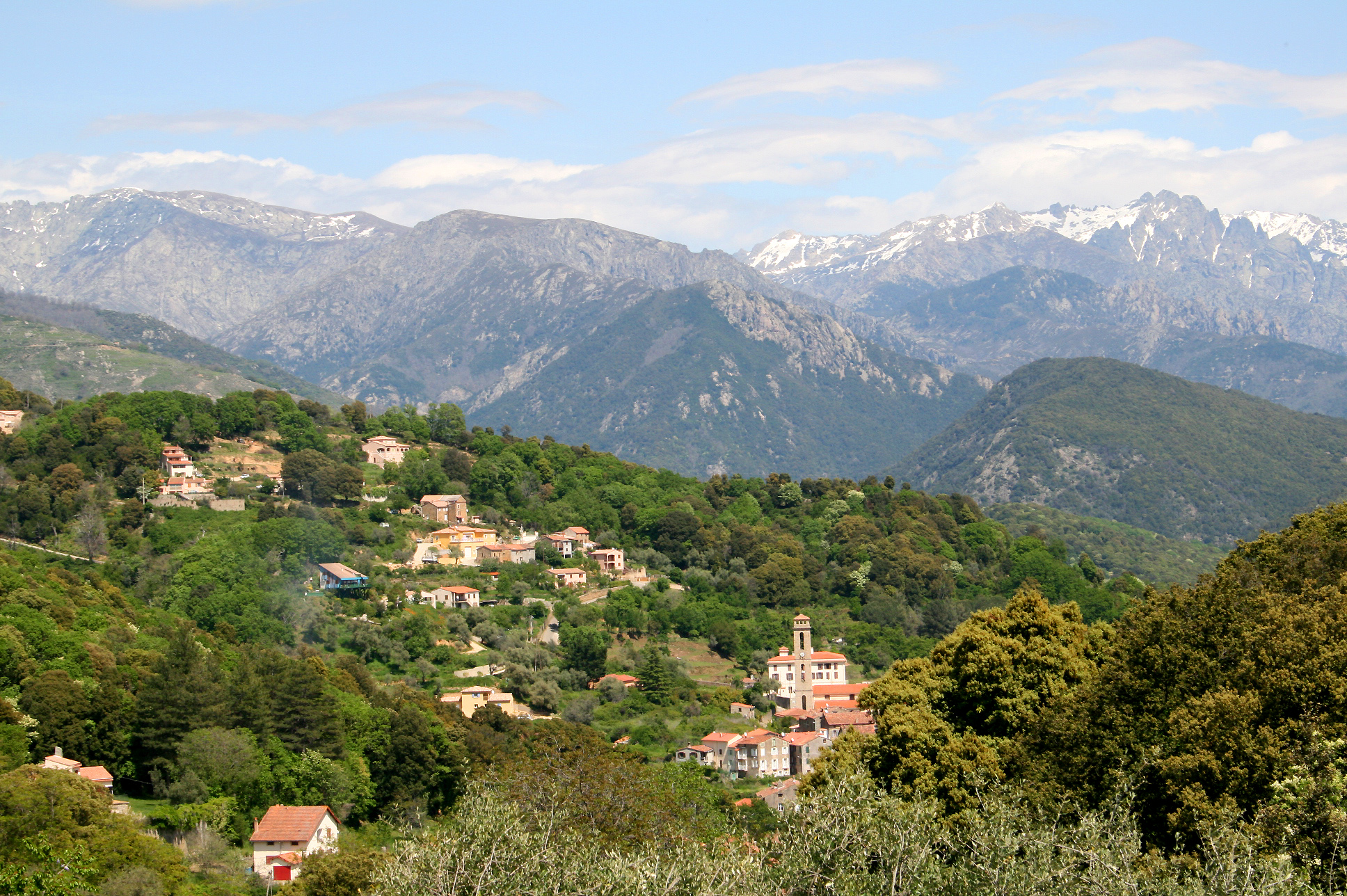
Vico, au nord-ouest.
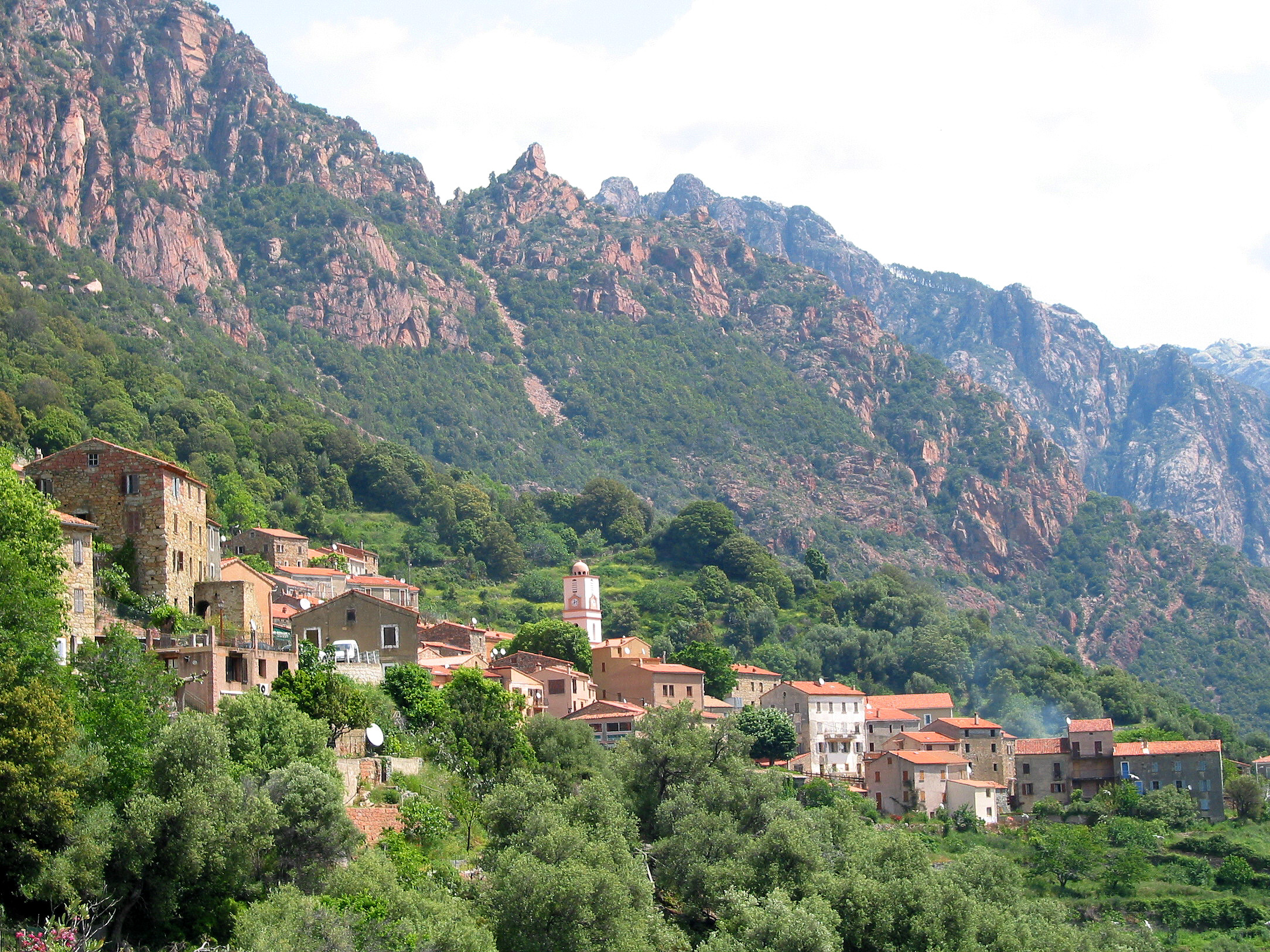
Ota, au nord-ouest.
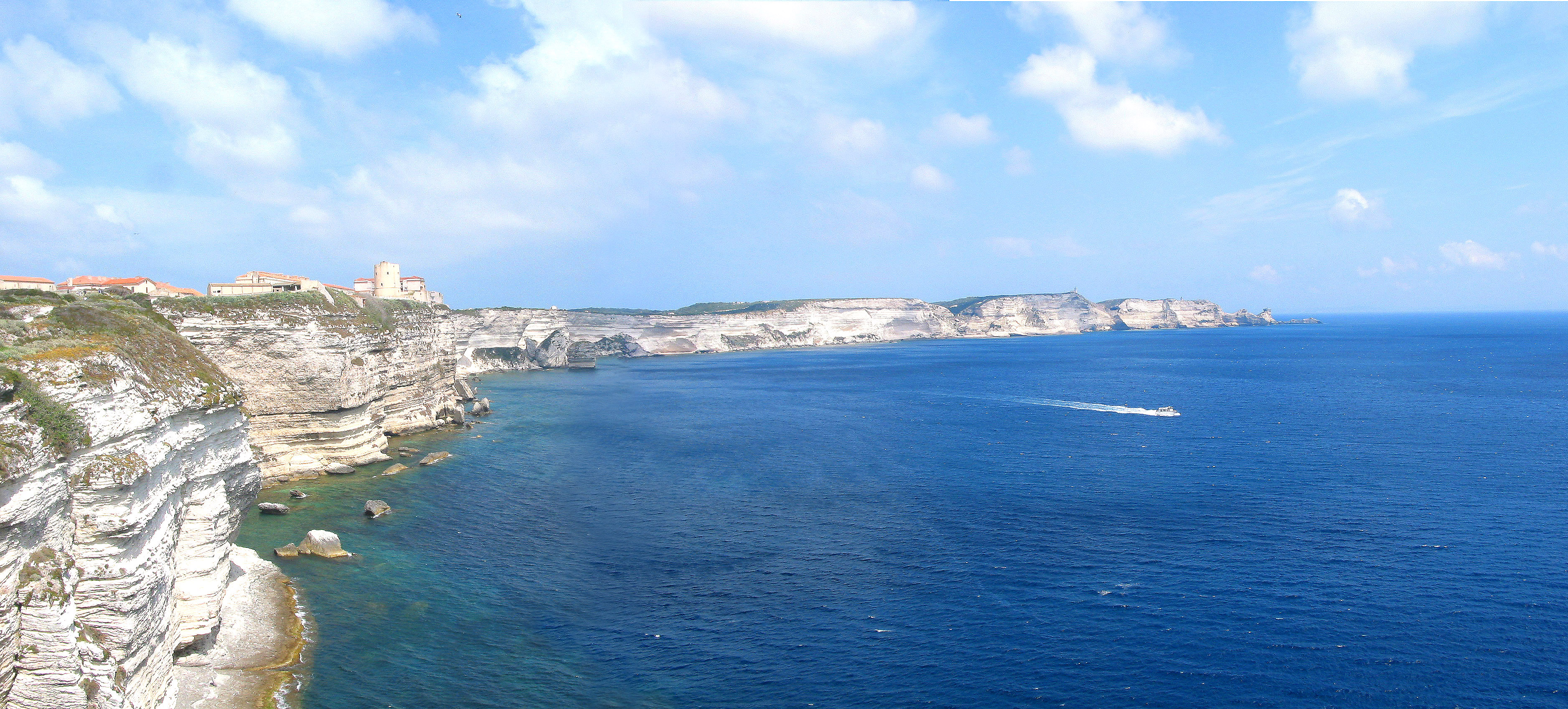
Bonifacio, tout au sud.
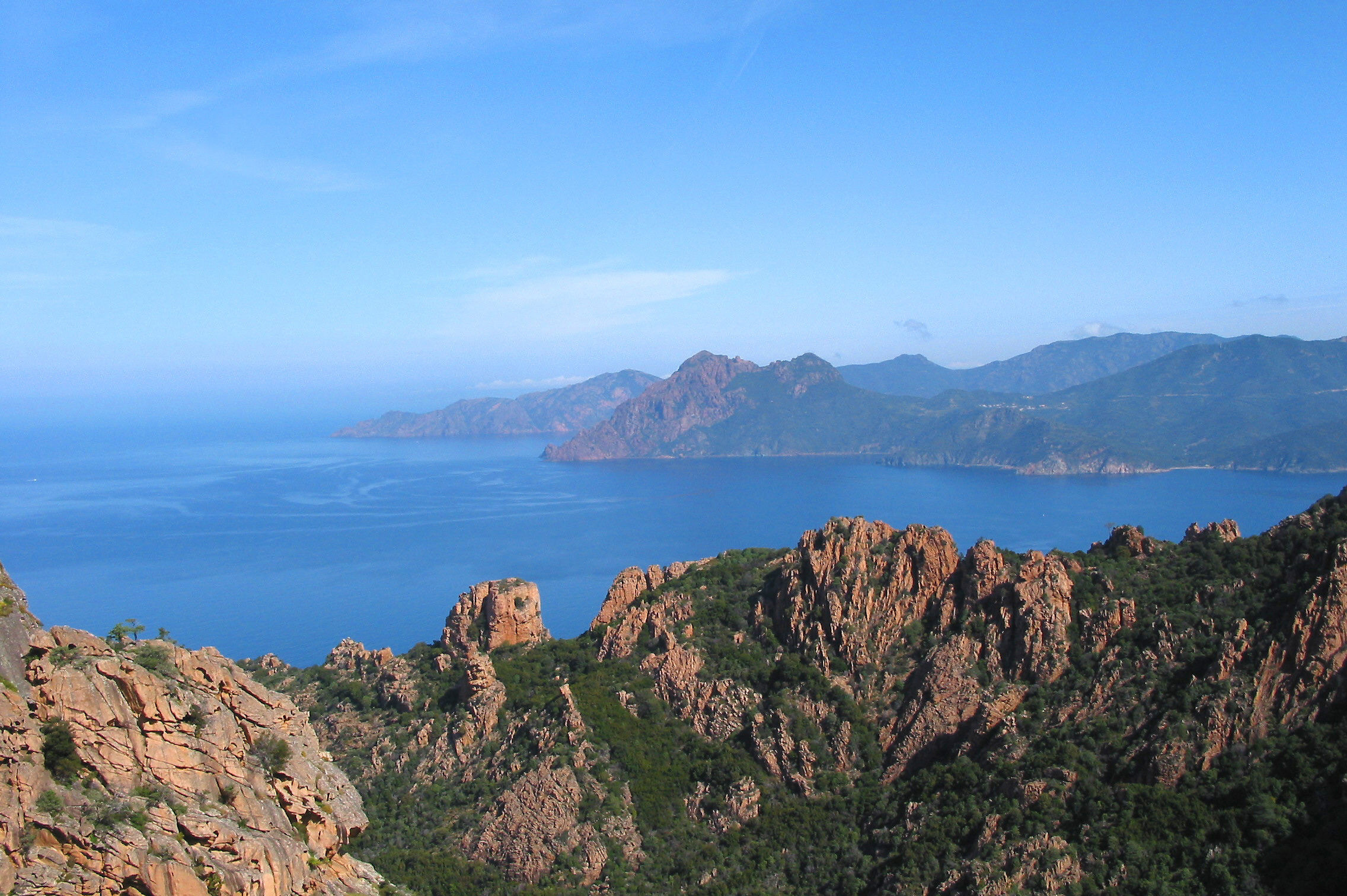
Calanques de Piana, au nord-ouest.

### Relief
L'île est divisée en deux parties inégales par une chaîne de montagnes aux crêtes effilées, orientée NO - SE, d'une altitude plus élevée au nord qu'au sud, mais d'une remarquable continuité :
- l'En-Deçà-des-Monts (en corse Cismonte) au nord-est d'une ligne incluant Galéria et Solaro, du Filosorma au Fiumorbo ; il est drainé par les larges vallées du Golo et du Tavignano et possède les plus hauts sommets de l'île dont le Monte Cinto (2 706 m - point culminant de l'île). L'En-Deçà-des-Monts coïncide quasiment avec le département de la Haute-Corse.
- l'Au-Delà-des-Monts (en corse Pumonti) au sud-ouest d'une ligne incluant Girolata et Sari-Solenzara, des Deux-Sevi au Freto ; il est essentiellement formé de nombreuses vallées étroites parallèles orientées d'ouest en est et culmine à la Maniccia (2 496 m) dans les Deux-Sorru. L'Au-Delà-des-Monts coïncide quasiment avec le département de la Corse-du-Sud.

D'un point de vue géologique, pour le quart nord-est de l'île (Nebbio, Cap Corse, Bagnaja et Castagniccia), on parle de Corse schisteuse, tandis que tout le reste de l'île (ouest et sud du Cismonte et totalité du Pumonti) constitue la Corse granitique. Ces deux parties sont séparées par une série de dépressions centrales s'étendant de L'Île-Rousse à Solenzara en passant par Ponte-Leccia, Corte et Cateraggio.
La partie orientale, la moins large, est représentée depuis la péninsule du Cap Corse, en majeure partie par des plaines alluviales (plaine de la Marana et Plaine orientale). À l'ouest, chaque vallée est comme un alvéole, aux bords raides, ouvert sur la mer mais fermé vers l'amont car adossé à la chaîne axiale.
Du point de vue de la loi, le massif de Corse couvre l'intégralité de l'île selon le décret n°95-998 du 20 septembre 1985 relatif à la délimitation des massifs.

### Principaux sommets

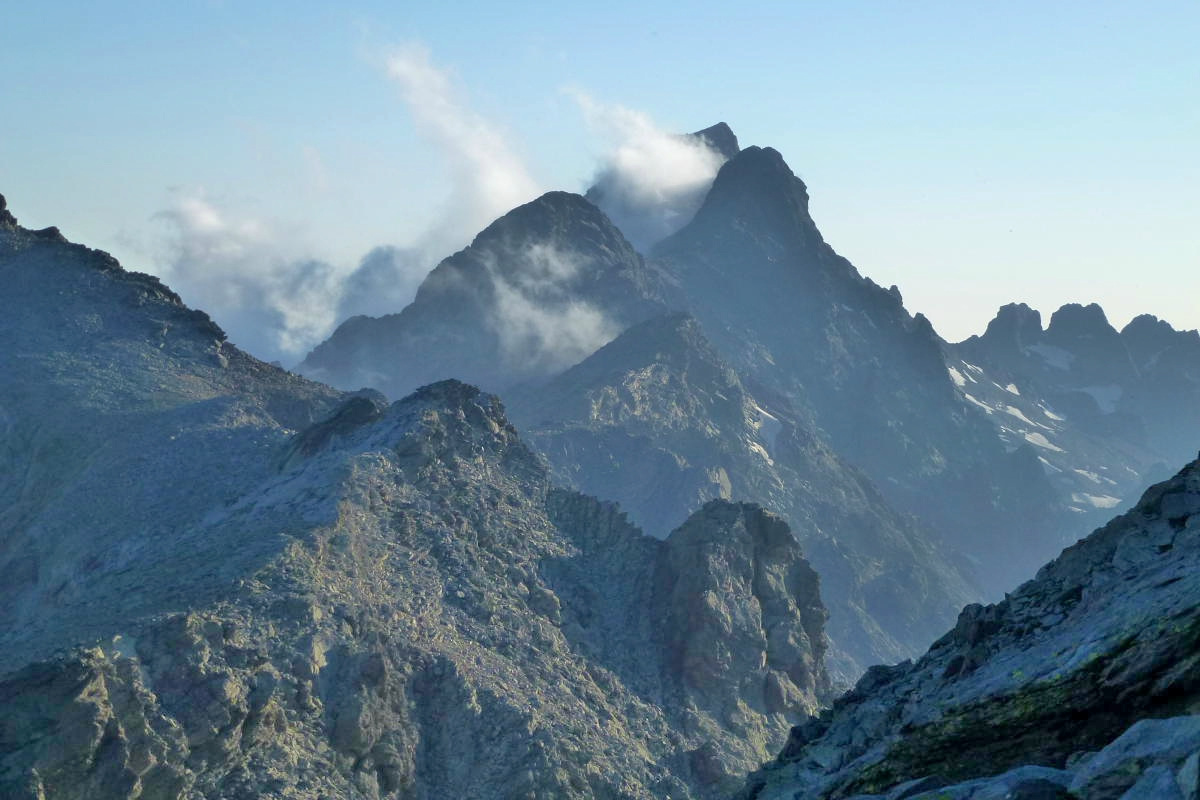
Vue du Monte Cinto (2706 m), point culminant de la Corse.

La Corse compte un très grand nombre de sommets de plus de 2 000 mètres (on en recense quelque 120 ayant un nom sur les cartes IGN), tous sur la chaîne axiale et ses contreforts.
La haute montagne corse est usuellement divisée en quatre massifs. La Corse compte aussi trois massifs de moyenne montagne occupant le quart nord-est de l'île.

#### Massifs de haute montagne

##### Lemassif du Monte Cinto
Situé le plus au nord et le plus élevé, il s'étend des hauteurs de la Balagne au col de Vergio et a pour principaux sommets :
- le Monte Cinto (2 706 m), point culminant de la Corse,
- le Capu a u Verdatu (2 583 m),
- la Capu Biancu (2 562 m),
- la Punta Minuta (2 556 m), point culminant de la ligne de partage des eaux de la Corse,
- le Capu Falu (2 540 m),
- la Paglia Orba (2 525 m), deuxième plus haut sommet de la ligne de partage des eaux de la Corse,
- le Capu Larghia (2 503 m),
- le Monte Padro (2 389 m),
- le Capu Tafunatu (2 335 m),
- la Punta Licciola (2 235 m),
- la Cima a i Mori (2 180 m),
- la Muvrella (2 148 m),
- le Monte Corona (2 144 m),
- le Capu a u Dente (2 029 m),
- le Capu a u Ceppu (1 951 m),
- le Monte Grosso (1 935 m),
- le San Parteo (1 680 m),
- le Capu a a Ghiallichiccia (1 619 m).

##### Lemassif du Monte Rotondo
Second massif le plus élevé, il est situé au centre-nord de l'île, entre Corte et Vico. Il se déploie entre les cols de Vergio et de Vizzavona et a pour principaux sommets :
- le Monte Rotondo (2 622 m), sur les hauteurs de Corte au fond de la vallée de la Restonica,
- la Punta Mufrena (2 590 m),
- la Maniccia (2 496 m), point culminant de l'Au-Delà-des-Monts,
- le Monte Cardo (2 453 m),
- la Punta Felicina (2 437 m),
- le Monte d'Oro (2 390 m),
- la Punta Diciotte (2 379 m),
- la Petra Niella (2 345 m),
- la Punta Muzzella (2 342 m),
- la Punta Artica (2 327 m),
- la Punta Alle Porte (2 313 m),
- la Punta Migliarello (2 254 m),
- le Capo Facciato (2 117 m),
- la Punta di Capezzolo (2 106 m),
- la Cimatella (2 100 m),
- le Pinerole (1 951 m),
- le Monte Corbaia (1 871 m),
- la Punta Finosa (1 855 m),
- le Monte Cervellu (1 622 m).

##### Lemassif du Monte Renoso
Troisième massif le plus élevé, situé au centre-sud de l'île, entre Ajaccio et Aléria, il se déploie entre les cols de Vizzavona et de Verde. Il a pour principaux sommets :
- le Monte Renoso (2 352 m), deuxième plus haut sommet de l'Au-Delà-des-Monts,
- le Monte Torto (2 262 m),
- la Punta alla Vetta (2 255 m),
- la Punta Capannella (2 250 m),
- le Monte Niello (2 157 m),
- la Punta Sfronditata (2 121 m),
- la Punta dell'Oriente (2 111 m),
- la Punta Scaldasole (2 100 m),
- le Monte Giovanni (1 950 m),
- la Punta Mantellucciu (1 679 m).

##### Lemassif du Monte Incudine
Le plus au sud et le moins élevé, il s'étend du col de Verde aux hauteurs du Freto et a pour principaux sommets :
- le Monte Incudine (2 134 m),
- la Punta Scarachiana (2 126 m),
- la Punta della Cappella (2 041 m),
- la Punta di Tintennaja (2 018 m),
- le Monte Formicula (1 981 m),
- la Punta di u Furnellu (1 902 m),
- la Punta Muvrareccia (1 899 m),
- la Punta Velaco (1 483 m),
- le Monte San Petru (1 400 m),
- la montagne de Cagna (1 371 m),
- la Punta di a Vacca Morta (1 316 m).

#### Massifs de moyenne montagne

##### Lemassif du Monte San Petrone
- Le Monte San Petrone (1 767 m) centré sur la Castagniccia ;

##### Lemassif du Monte Astu
- Le Monte Astu (1 535 m) qui ferme le Nebbio au sud ;

##### Lemassif du Monte Stello
- La Cima di e Follicie (1 324 m)  sommet de l'arête centrale du Cap Corse devançant le Monte Stello (1 306 m) longtemps considéré comme le point culminant.

### Principaux golfes
Les arêtes de la chaîne axiale ou dorsale corse plongent dans la mer, créant de remarquables golfes dont les principaux sont, du nord au sud :
- le golfe de Saint-Florent (Golfu di San Fiurenzu)
- le golfe de Porto (Golfu di Portu)
- le golfe de Sagone (Golfu di Saone)
- le golfe d'Ajaccio (Golfu d'Aiacciu)
- le golfe de Propriano (Golfu di Prupià)
- le golfe de Porto-Vecchio (Golfu di Portivechju)

Un peu moins étendus, on trouve :
- le golfe de Calvi (Golfu di Calvi)
- le golfe de la Revellata
- le golfe de Galéria (Golfu di Galeria)
- le golfe de Girolata
- le golfe de Chiuni
- le golfe de Peru
- le golfe de Santa Giulia
- le golfe de Lava (Golfu di Lava), partie du Golfe de Sagone
- le golfe de Ventilegne (Golfu di Vintilegna)
- le golfe de Santa Manza (Golfu di Sant'Amanza)

Quelques baies sont renommées :
- la baie de Rondinara
- la baie de Piantarella
- la baie de Crovani
- la baie de Saint-Cyprien
- la baie de Focolara
- la baie d'Elbo
- la baie de Solana

### Principaux cols
La communication entre les deux façades de l'île se fait à l'intérieur par quelques rares cols routiers d'assez haute altitude et qui sont de véritables ensellements :
- Foce di Verghju (col de Vergio) (1 477 m) : route D84
- Bocca di Verdi (col de Verde) (1 289 m) : D69
- Foci di Bavedda (col de Bavella) (1 217 m) : D268
- Foce di Vizzavona (col de Vizzavona) (1 161 m) : RN 193

La Corse présente également de nombreux cols routiers permettant souvent de relier certaines vallées encaissées :

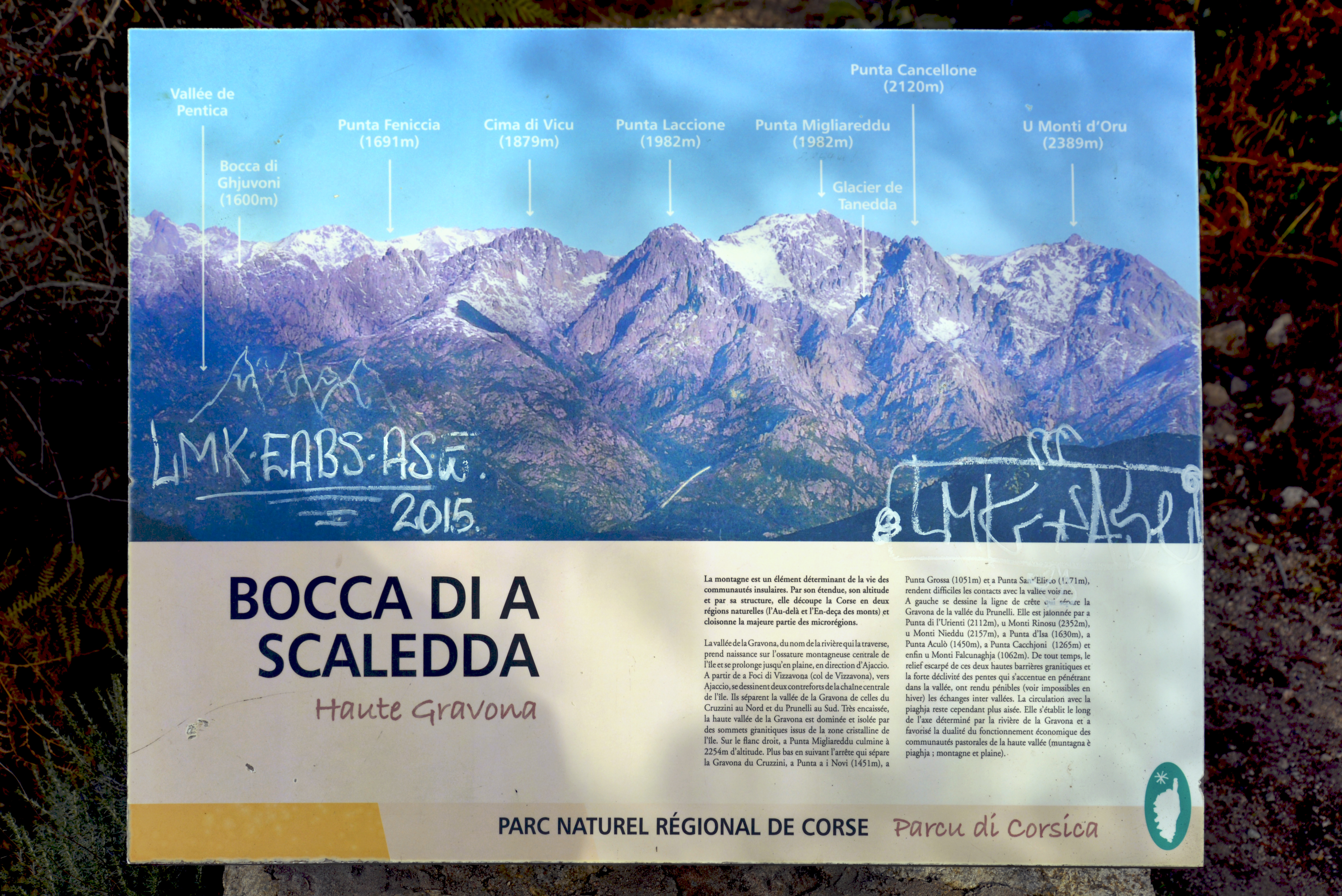
Col de Scalella.

- Bocca à Sorba (col de Sorba) (1 311 m) : D69
- Bocca di a Vaccia (col de la Vaccia) (1 195 m) : D69
- Bocca di a Scaledda (col de Scalella) (1 193 m) : D27
- Bocca à Seve (col de Sevi) (1 101 m) : D70
- Bocca di a Battaglia (col de Battaglia) (1 099 m) : D63
- Bocca di Casardu (col de Casardo) (1 062 m) : D16
- Bocca di Chjatru (col de Chiatro) (996 m) : D39
- Bocca d'Illarata (col d'Illarata) (991 m) : D368
- Bocca di Santu Stasgiu (col Saint-Eustache) (986 m) : D420
- Bocca à u Pratu (col de Prato) (985 m) : D71
- Bocca di u Spidali (col de l'Ospedale) (957 m) : D368
- Bocca di Tartavellu (col de Tartavello) (885 m) : D4
- Bocca di Bigornu (col de Bigorno) (885 m) : D5
- Bocca di Granaccia (col de Granace) (865 m) : D83
- Bocca d'Arcarota (col d'Arcarota) (820 m) : D146
- Bocca di Bacinu (col de Bacino) (809 m) : D59
- Bocca di San Ghjorghju (col Saint-Georges) (757 m) : RN 196
- Bocca di San Culumbanu (col de San Colombano) (692 m) : RN 297
- Bocca di Sant'Antone (col Saint-Antoine) (687 m) : D15 / D515 / D237
- Bocca di Sarzoghju (col de Sarzoggio) (612 m) : D1
- Bocca di Laronu (col de Larone) (608 m) : D268
- Bocca di Cilaccia (col de Celaccia) (583 m) : RN 196 / D302
- Bocca di Teghjime (col de Teghime) (536 m) : D81
- Bocca di Gradeddu (col de Gradello) (529 m) : D55 / D355
- Bocca di Santa Maria (col de Sainte-Marie) (472 m) : RN 197 / D8 / D308
- Bocca à Marsulinu (col de Marsolino) (443 m) : D81
- Bocca di San Bastianu (col de San Bastiano) (411 m) : D81
- Bocca à Palmarella (col de Palmarella) (408 m) : D81
- Bocca di Santa Lucia (col de Sainte-Lucie) (381 m) : D180
- Bocca di Santu Stefanu (col de Santo Stefano) (368 m) : D62 / D82
- Bocca à a Serra (col de la Serra) (365 m) : D80

### L'archipel corse
Les îlots et rochers en mer qui entourent le continent corse, récemment qualifiés d'îles « satellites » par les géographes italiens, apparaissent pour la première fois dès le XVIe siècle, voire plus tôt, sur les cartes marines arabes.
Leur recensement ne devient exhaustif qu'au XVIIIe siècle avec des relevés comme ceux de Bellin.

### Cours d'eau
La Corse bénéficie de ressources en eau beaucoup plus importantes que celles des autres îles de Méditerranée. Sources, ruisseaux, rivières, torrents sont partout. On compte près de 1380 km de cours d'eau au total, dont près de 90% sont vierges de toute pollution. Le Golo (en corse Golu) et le Tavignano (Tavignanu) les deux plus grands fleuves de Corse, circulent dans le nord de l'île.
Le Liamone, la Gravona, le Taravo et le Rizzanese marquent la moitié sud.

## Le découpage du territoire
L'« ossature » montagneuse naturelle de l'île a depuis toujours été utilisée par la plupart de ses occupants successifs pour déterminer les circonscriptions administratives, juridiques et religieuses. D'abord en pièves avec leurs créateurs romains, en évêchés avec la décadence de leur empire, puis en 1358 en territoires (le Cap Corse et la Terra del Comune opposés à la Terra dei Signori) (ils deviendront l'En-Deçà-des-Monts et l'Au-Delà-des-Monts), en évêchés et en juridictions administratives avec les Génois, enfin en provinces jusqu'à la fin du XVIIIe siècle, l'île reste toujours découpée en microrégions. Le découpage est utile mais varié même si la toponymie de régions est parfois conservée selon les organismes : parc naturel régional de Corse, communautés de communes, offices du Tourisme, CREPAC, etc.
Les limites des deux départements créés lorsque la Corse est devenue française, sont restées quasiment identiques à celles d'aujourd'hui. Seulement les appellations ont changé : le Golo est devenu la Haute-Corse et le Liamone est la Corse-du-Sud. Seul le Niolo appartenait au Liamone et dépend aujourd'hui de la Haute-Corse.

### Les microrégions
L'île est souvent partagée en onze secteurs géographiques suivants :
- Cap Corse
- Balagne
- Nebbio
- Bastia - Marana (Bagnaja)
- Vicolais
- Cortenais
- Castagniccia
- Plaine orientale
- Ajaccio Sud-ouest Corse
- Sartenais
- Sud Corse (Freto)

## Les Corses ( décrits dans la littérature )
Hormis quelques places fortes sur la côte, les lieux habités étaient tous disséminés sur les hauteurs, loin du rivage, ou dans l'intérieur de l'île.
Des contrastes forts existaient entre territoires, de par leur histoire, leurs habitants.
« L'habitant de Bastia ne se distingue pas de l'Italien de la côte orientale. Je décrirais ainsi ses traits caractéristiques : le visage allongé, étroit; mais le diamètre horizontal de la tête très-grand, le nez aquilin, les lèvres minces et bien dessinées, les yeux noirs, les cheveux noirs et lisses, la peau d'une teinte uniforme, olivâtre. Ces traits sont ceux de beaucoup de Génois, et se rencontrent fréquemment dans la Provence et le Languedoc. Si l'on sort de Bastia, et qu'on se dirige vers les montagnes les grands traits, les figures allongées deviennent fort rares. Le Corse des districts du centre, d'une race, peut-être autochtone, ou du moins de la plus ancienne de l'île, a la face large et charnue, le nez petit, sans forme bien caractérisée, la bouche grande et les lèvres épaisses. Son teint est clair, ses cheveux plus souvent châtains que noirs. Parmi les bergers qui vivent toujours en plein air, il n'est pas rare de trouver de beaux teints colorés. Il faut bien se garder de confondre l'effet produit sur la peau par une chaleur constante, avec la couleur même de la peau. Le montagnard de Coscione ou des environs de Corte est hâlé, noirci par le soleil ; mais il a des couleurs carminées, et la teinte de sa peau est claire. Chez le Génois, au contraire, la teinte olivâtre de la peau semble résulter d'une matière colorante répandue dans l'épiderme. On peut faire une remarque semblable pour la couleur des cheveux. Parmi les Corses que je crois de race pure, les cheveux d'un noir-bleu sont aussi rares que dans nos provinces du nord. Les cheveux châtains des montagnards de Corte, souvent bouclés ou crépus, ont des reflets dorés très-vifs, et leurs couches inférieures sont infiniment plus claires que celles qui sont continuellement exposées à l'action du soleil.
En résumé, les traits du montagnard corse ne diffèrent pas sensiblement de ceux de l'habitant de la France centrale : ils sont précisément ceux que le docteur Edwards attribue à la race gallique, que l'on croit la plus anciennement établie dans la Gaule. » - Note d'un voyage en Corse Prosper Mérimée p. 58-59
« [...] la Corse sauvage est restée telle qu'en ses premiers jours. L'être y vit dans sa maison grossière, indifférent à tout ce qui ne touche point son existence même ou ses querelles de famille. Et il est resté avec les défauts et les qualités des races incultes, violent, haineux, sanguinaire avec inconscience, mais aussi hospitalier, généreux, dévoué, naïf, ouvrant sa porte aux passants et donnant son amitié fidèle pour la moindre marque de sympathie. » - Maupassant - Le bonheur, nouvelle parue dans le Gaulois, le 16 mars 1884.
Dans son « Histoire de Corse », Colonna de Cesari-Rocca décrit l'habitant corse à l'époque romaine ainsi : « Les montagnards de l'intérieur pouvaient tout au plus fournir des bois de construction, du miel et de la cire ; ils n'étaient même pas propres à faire des esclaves. Car « ils ne supportent pas de vivre dans la servitude ; ou, s'ils se résignent à ne pas mourir, ils lassent bientôt par leur apathie et leur insensibilité les maîtres qui les ont achetés, jusqu'à leur faire regretter la somme, si minime soit-elle, qu'ils ont coûtée ». Le reproche que Strabon adresse aux esclaves corses est tout à l'honneur de cette nation ; ne peut-on discerner dans cette fierté irréductible de l'esclave en face de son maître, dans cette apathie obstinée, la passion frémissante de l'indépendance, le regret inconsolable de la famille et du sol natal ? Mais tous ces beaux sentiments n'augmentaient guère la valeur marchande du peuple corse.
Diodore de Sicile note avec plus de sympathie ce tempérament particulier qui rend les insulaires inaptes aux travaux ordinaires des esclaves. Il les trouve supérieurs à tous les autres barbares qui ne vivent point « selon les règles de la justice et de l'humanité » [...] ».

## Faune et flore
Au début du siècle, certains l'avaient surnommée l'île verte, pour la différencier des autres îles méditerranéennes beaucoup plus arides. Il est vrai que la Corse est un véritable festival de couleurs et de senteurs, et les Anglais l'ont nommée à juste titre "l'île parfumée". Etonnamment verte, boisée et fleurie, la Corse compte plus de 2000 espèces végétales, dont 78 sont endémiques et ne se trouvent que sur l'île. Le couvert végétal est essentiellement constitué de maquis et de forêts (pinèdes, hêtraies, châtaigneraies, chênaies et yeuseraies). La flore présente des affinités marquées avec celle de la Sardaigne et de la péninsule italienne, mais aussi avec d'autres îles méditerranéennes éloignées (Baléares, Sicile).
L'île possède de nombreuses zones humides la plupart d'origines naturelles, presque toutes sont classées, qui sont autant de réservoirs de biodiversité abritant des espèces végétales remarquables et menacées, ainsi que des espèces d'oiseaux et de poissons. Quatre d'entre elles sont reconnues comme d'importance internationale par la Convention de Ramsar : les étangs de Biguglia, d'Urbino et de Palo, et les mares temporaires des Tre Padule de Suartone.

### Espèces endémiques

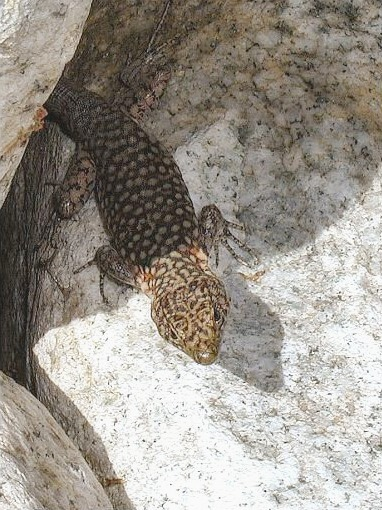
Lézard de Bedriaga

L'insularité de la Corse détermine une relative pauvreté biologique par rapport aux zones continentales voisines, notamment en ce qui concerne les vertébrés terrestres. Cet appauvrissement naturel est compensé par la présence de nombreux taxons endémiques :
- le pin Laricio Pinus nigra laricio
- l'aulne odorant Alnus alnobetula suaveolens
- la pensée de Corse Viola corsica
- l'ancolie de Bernard Aquilegia bernardii
- l'hellébore de Corse Helleborus argutifolius
- le genêt de Corse Genista corsica
- le cerf de Corse Cervus elaphus corsicanus
- la sittelle corse Sitta whiteheadi
- le lézard de Bédriaga Archaeolacerta bedriagae
- le papillon porte-queue Papilio hospiton

Existait autrefois le lapin rat Prolagus sardus (Wagner, 1832), une espèce éteinte depuis le Moyen Âge, qui a vécu en Corse et en Sardaigne, ainsi que dans les îlots périphériques de ces deux îles, au Pléistocène supérieur et à l'Holocène, et dont des ossements ont été mis au jour lors de fouilles archéologiques sur plusieurs sites comme celui du Monte Ortu (Lumio).

## Géologie

### Histoire géologique
La Corse a une riche histoire géologique :
- à l'ère Paléozoïque, la Corse fait partie du sud de la chaîne hercynienne, comme en témoignent ses nombreux granites et la caldeira volcanique du Cinto. Quelques lambeaux de calcaires siluriens subsistent près de Galéria, tandis qu'au Carbonifère-Permien de petits bassins piègent des sédiments détritiques parfois porteurs de charbon (Osani).
- au début du Mésozoïque, l'ouverture de la mer Téthys à l'emplacement actuel des Alpes et de la mer Tyrrhénienne s'accompagne de la formation d'ophiolites, dont les épaisses laves en coussins de l'Inzecca à Ghisoni. Ces roches du plancher océanique et les sédiments marins qui les recouvraient, peu métamorphisés, constituent aujourd'hui la majeure partie des roches de Castagniccia et du cap Corse.
- à la fin du Mésozoïque (Crétacé supérieur), la remontée vers le nord de l'Afrique et de la petite plaque ibérique forme par compression la chaîne pyrénéo-provençale. La Corse et la Sardaigne en font partie. Les ophiolites sont alors charriées en altitude, ce qui explique leur emplacement actuel bien au-dessus du niveau de la mer.
- au début du Cénozoïque, le microcontinent corso-sarde est à nouveau émergé mais reste accolé au sud de la France, à la hauteur du massif des Maures. C'est entre la fin de l'Éocène (35 Ma) et le début du Miocène (18 Ma) qu'une nouvelle phase tectonique d'extension et de rotation donne finalement à la Corse son insularité, un caractère montagneux, et porte à l'affleurement ses roches variées. Depuis 30 Ma la Corse et la Sardaigne se sont détachées du continent et ont tourné ensemble de 40 degrés d'après le magnétisme des roches[8]. L'assèchement de la mer Méditerranée durant la crise de salinité messinienne relie temporairement l'île aux continents voisins et permet le passage des animaux d'un continent à l'autre[8].
- durant les glaciations quaternaires, l'île conserve un climat tempéré qui favorise la survie d'espèces endémiques. Seuls de petits glaciers se développent temporairement dans les plus hauts massifs, avec pour seule trace contemporaine des moraines et lacs de montagne. Malgré la baisse du niveau marin au plus fort de ces glaciations, la Corse semble avoir conservé son insularité.

### Domaines géologiques
La géologie insulaire détermine quatre grands domaines géographiques :
- la Corse cristalline, à roches magmatiques, qui comprend les deux tiers de l'île à l'ouest d'une ligne Losari-Ghisonaccia ; on y trouve les sommets les plus élevés, et un littoral escarpé se prolongeant de canyons sous-marins.
- la Corse schisteuse ou alpine au Nord-Est (dont le cap Corse), fortement boisée, au sous-sol constitué notamment d'ophiolites fréquemment plissées.
- une dépression centrale de L'Île-Rousse à Corte et Solenzara, sillon d'altitude modérée parsemé de collines de calcaires et grès d'âge Jurassique à Éocène.
- des plaines et plateaux côtiers formés de roches sédimentaires marines et alluviales : plaine orientale, causse de Bonifacio...

### Sismicité
En Corse le risque sismique est classé comme « négligeable mais non nul  » (zone 1 sur les 6 zones que comporte le classement du zonage sismique de la France).

## Climat
Son climat est de type méditerranéen, souvent tempéré par l'altitude.
| Mois                     | jan. | fév. | mars | avril | mai  | juin | jui. | août | sep. | oct. | nov. | déc. | année |
| ------------------------ | ---- | ---- | ---- | ----- | ---- | ---- | ---- | ---- | ---- | ---- | ---- | ---- | ----- |
| Température moyenne (°C) | 8,6  | 9    | 10,1 | 12,4  | 15,7 | 19,1 | 21,9 | 22,1 | 19,9 | 16,7 | 12,6 | 9,6  | 14,8  |
| Précipitations (mm)      | 73,8 | 69,7 | 58,1 | 52    | 40,2 | 19   | 11   | 19,9 | 43,6 | 87   | 95,9 | 75,5 | 645,6 |

| Mois                              | jan. | fév. | mars | avril | mai  | juin | jui. | août | sep. | oct. | nov. | déc. | année |
| --------------------------------- | ---- | ---- | ---- | ----- | ---- | ---- | ---- | ---- | ---- | ---- | ---- | ---- | ----- |
| Température minimale moyenne (°C) | 5,1  | 4,9  | 6,7  | 8,8   | 12,4 | 16   | 19   | 19,4 | 16,5 | 13,3 | 9,2  | 6,3  | 11,5  |
| Température moyenne (°C)          | 9,1  | 9,4  | 10,8 | 12,9  | 16,3 | 20   | 23,2 | 23,3 | 20,6 | 17,1 | 12,9 | 10,1 | 15,5  |
| Température maximale moyenne (°C) | 13,6 | 13,8 | 15,6 | 17,8  | 22   | 25,8 | 29,1 | 29,3 | 25,8 | 21,9 | 17,4 | 14,5 | 20,6  |
| Ensoleillement (h)                | 134  | 158  | 192  | 214   | 268  | 296  | 345  | 304  | 232  | 176  | 133  | 128  | 2 579 |
| Précipitations (mm)               | 67   | 57   | 60   | 76    | 50   | 41   | 13   | 21   | 81   | 127  | 114  | 93   | 799,3 |

| Mois                     | jan. | fév. | mars | avril | mai  | juin | jui. | août | sep. | oct. | nov.  | déc. | année |
| ------------------------ | ---- | ---- | ---- | ----- | ---- | ---- | ---- | ---- | ---- | ---- | ----- | ---- | ----- |
| Température moyenne (°C) | 9    | 9,4  | 10,9 | 13,2  | 16,7 | 20,4 | 23,4 | 23,4 | 20,7 | 17   | 12,8  | 10   | 15,9  |
| Précipitations (mm)      | 77,6 | 70,4 | 63,8 | 62,3  | 41,1 | 25,9 | 11,8 | 25,7 | 53,8 | 80,3 | 103,7 | 82,2 | 700,9 |

| Mois                              | jan. | fév. | mars | avril | mai  | juin | jui. | août | sep. | oct. | nov. | déc. | année |
| --------------------------------- | ---- | ---- | ---- | ----- | ---- | ---- | ---- | ---- | ---- | ---- | ---- | ---- | ----- |
| Température minimale moyenne (°C) | 1,1  | 1,1  | 3,2  | 6,1   | 9,4  | 13   | 11,4 | 12   | 11,1 | 5,9  | 2,8  | 1,7  | 6,6   |
| Température moyenne (°C)          | 6,5  | 6,2  | 8,4  | 11,8  | 15,9 | 19,7 | 21,1 | 21   | 18,1 | 12,6 | 7,6  | 5,8  | 12,9  |
| Température maximale moyenne (°C) | 11,3 | 11,2 | 13,5 | 17,1  | 22,4 | 25,2 | 30,4 | 29,5 | 25   | 19,3 | 12,4 | 9,7  | 18,9  |
| Précipitations (mm)               | 67   | 78   | 70   | 56    | 44   | 29   | 12   | 29   | 52   | 93   | 95   | 87   | 712   |

### Températures
Dans les zones littorales, la température moyenne annuelle est de 14,5 à 16,5 °C. Le littoral nord-est bénéficie souvent des températures les plus clémentes en raison d'un effet de foehn (manghjaneve ou magnaneva en corse).
La température s'abaisse nettement avec l'altitude et l'éloignement de la mer ; en moyenne et haute-montagne, les brouillards et gelées sont fréquents, tout comme la persistance de névés jusqu'à la fin de l'été dans certains massifs.

### Précipitations
L'île présente une sécheresse estivale typique du climat méditerranéen. Des orages sont fréquents dès la fin du mois de juillet ; ensuite la pluviosité est maximale en octobre-novembre et février-mars.
Le littoral est chaud et sec, avec des précipitations moyennes inférieures à 700 millimètres par an ; les montagnes sont par contre abondamment arrosées (moyenne supérieure à 1 000 millimètres par an), piégeant les vents porteurs d'humidité.

### Vents

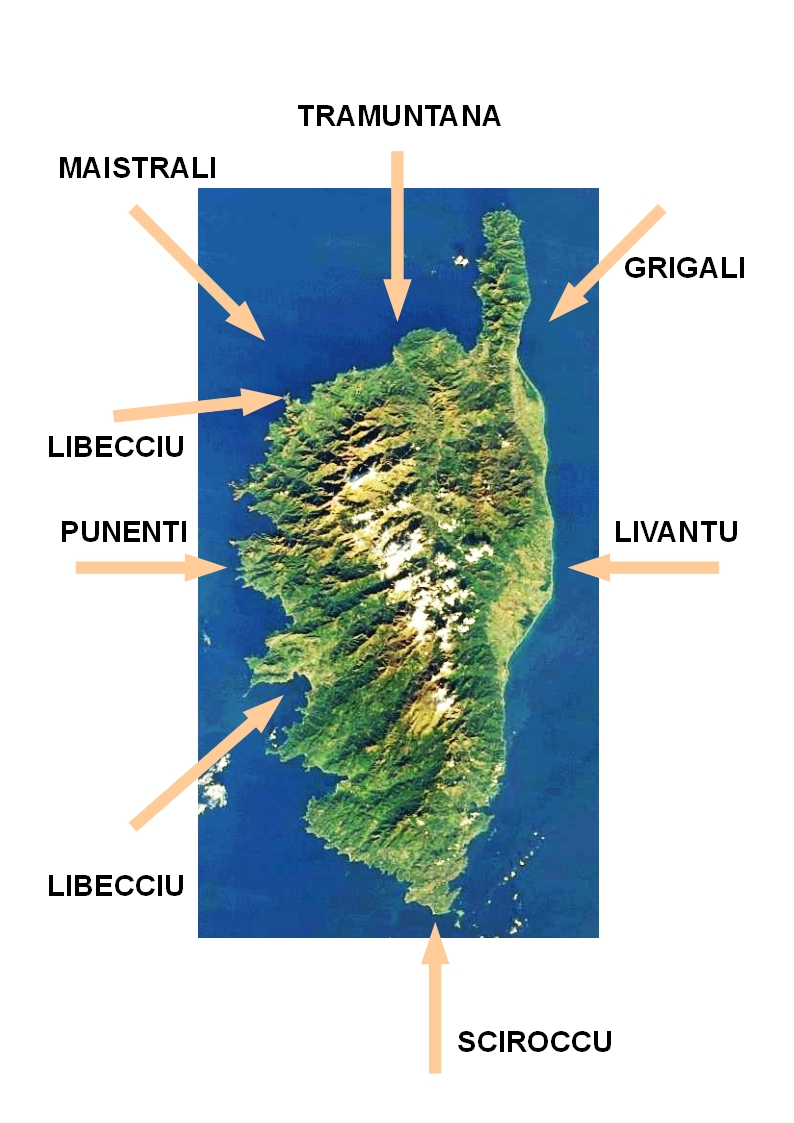
les vents en Corse

La Corse est balayée par de nombreux vents, particulièrement violents aux extrémités de l'île cap corse, Bonifacio) mais aussi en Balagne, ce qui explique la présence ancienne de moulins et désormais d'éoliennes.
Ces vents déterminent grandement le climat général et local (mésoclimat). Durant la sécheresse estivale, ils favorisent la propagation d'incendies dévastateurs.
- La Tramontane (15 % du temps) est un vent froid et sec du nord, surtout d'hiver. Il peut être engendré par un très gros anticyclone de Sibérie ou par une dépression sur le centre de l'Italie.
- Le Maestrale (5 %) est issu du Mistral provençal. Il est sec et violent en été (rafales — il lève la mer très fort sur la Balagne), et apporte la pluie l'hiver.
- Le Libecciu (60 %), de l'ouest ou sud ouest, apporte chaleur et pluie aux versants exposés à l'ouest, pour être ensuite ressenti comme plus froid et sec à l'intérieur de l'île. Il apparait après la tramontane et le mistral dont il dérive souvent. Le Ponente (2 %) vient aussi de l'ouest.
- Le Sirocco (15 %), venant d'Afrique du Nord, sec et chaud, chargé de poussières du désert saharien.
- Le Levante (2 %) vient de l'est, et le Grecale (2 %) plutôt du nord-est.

À tous ces vents, il faut ajouter les brises de mer et de terre qui jouent un rôle important:
- l'ambata, la brise de mer, un vent frais du large soufflant surtout pendant l'été, entre 10 et 16 heures environ; il a pour synonymes marinu, mezudiornu ;
- le terranu, la brise de terre nocturne, était utile aux siècles derniers aux voiliers pour leur permettre de gagner le large; on l'appelle aussi muntese ou muntagnolu.